# Didier Six
Didier Six (Lille, 21 de Agosto de 1954) é um treinador e ex-futebolista francês que atuava como meia-esquerda. Atualmente, dirige a Seleção Guineana.

## Carreira
Ele competiu na Copa do Mundo FIFA de 1978, sediada na Argentina, na qual a seleção de seu país terminou na 12º colocação dentre os 16 participantes  e também na Copa do Mundo FIFA de 1982, no qual obteve a 4ª colocação.